# Seru Epenisa Cakobau
Ratu Seru Epenisa Cakobau (Lakeba, 1815 – 1º febbraio 1883) è stato un sovrano figiano che unì sotto la sua leadership le tribù del suo paese e regnò come Tui Viti (titolo dei sovrani delle isole Figi) sul regno di Viti dal 5 giugno 1871 al 10 ottobre 1874, quando il regno fu ceduto alla regina Vittoria del Regno Unito.
Cakobau era succeduto al padre, ratu Tanoa Visawaqa, come Vunivalu (capo supremo) di Bau, una delle isole Figi, l'8 dicembre 1852. Rivendicando il diritto di sovranità sul resto delle isole, si propose di fatto come re delle Figi. Questa presa di posizione non fu accettata dagli altri sovrani delle isole, che lo relegarono a mero primus inter pares. I contrasti lo portarono a una guerra che durò 19 anni e che lo portò a unificare tutte le isole sotto la sua autorità. L'8 maggio 1865, fu stabilita una Confederazione dei Regni Uniti di Viti (Bau, Bua, Cakaudrove, Lakeba, Macuata, Naduri), con Cakobau come capo supremo dell'assemblea generale. Due anni più tardi, la confederazione si divise nel Regno di Bau, di cui Cakobau assunse il ruolo di re, e nella Confederazione di Lau (Bua, Cakaudrove, Lau).
Supportato dai coloni nel 1871 riuscì poi a creare un regno figiano autonomo e stabilì Levuka come sua capitale. Decise di instaurare una monarchia costituzionale e la prima assemblea legislativa ebbe luogo in quello stesso anno, anche se sia la legislatura sia il gabinetto furono di fatto amministrati dai coloni.
Gli Stati Uniti riconobbero Cakobau sovrano delle isole Figi molto prima che questi fosse riconosciuto dal resto dei capi figiani. In una visione a lungo termine, comunque, questa situazione non gli giovò. Il governo degli Stati Uniti, infatti, ritenne Cakobau responsabile di un incendio sviluppatosi nella casa del console americano John Brown William, sull'isola Nukulau, nel 1849 (quindi ancor prima che Cakobau fosse riconosciuto Vunivalu), e pretese da lui 44 000 dollari per il risarcimento dei danni.
Non potendo pagare la somma, e temendo una invasione degli americani, Cakobau decise di cedere le isole al Regno Unito. Questa decisione fu presa anche dalla fondata speranza che una colonizzazione inglese avrebbe potuto portare alle isole civiltà e prosperità. Cakobau, originalmente praticante del cannibalismo, si convertì, infatti, al cristianesimo e rinunciò a questa sua pratica tribale nel 1854. Mantenne la sua posizione di capo supremo (Vunivalu) di Bau finno alla sua morte, nel 1883.
Molte delle figure carismatiche delle isole Figi, negli anni seguenti, furono diretti discendenti di Cakobau. Suo nipote, il ratu (titolo nobiliare figiano) George Cakobau, fu il primo governatore delle Figi nativo, dal 1973 al 1983. Un altro discendente, ratu Epeli Nailatikau, è l'attuale presidente della Parlamento delle Figi.
Il ratu Kamisese Mara, il padre fondatore del moderno stato delle Figi, è anch'egli un discendente di Cakobau, sebbene non attraverso il ramo maschile. Infine, molte cariche politiche, accademiche e militari, sono coperte da discendenti di Cakobau.
Sposò la Adi Litia Samanunu e la sua sorella, la Adi  Salote Qalirea Kaunilotuna (figlie del Roko Tui Bau - Capo Sacro di Bau -).